# Castillo de Calaf
El Castillo de Calaf está en la parte alta de la población de Calaf, en la cima de una colina. Desde el castillo se podía controlar el pueblo y todo el llano inmediato, por donde pasaban varias vías de comunicación importantes. Se le considera una de las fortificaciones más importantes de la comarca y que habría que relacionar con otros edificios de planta poligonal como el cercano castillo de Mirambel.

## Historia
Pasadas las devastaciones de Almanzor y de su hijo Abd al-Malik las que afectaron gravemente toda la marca del condado de Manresa, el conde Ramón Borrell y la condesa Ermesenda, entre los años 1010 y 1015 dieron al obispo Borrell de Vich un territorio de nombre Segarra para repoblar. En el año 1015 el obispo dio al levita (dueño de castillo o castillos en servicio de la Iglesia) Guillermo de Oló, castellano de Mediona y Clariana esta marca de la Segarra en la que estaban los tres montes de Calaf, Calafell y Ferrera. En 1038 quedó establecida la siguiente estructura feudal: los obispos de Vich, señores eminentes, los vizcondes de Cardona feudatarios que designaron castellanos, cuyas familias irían cambiando. En el siglo XII se documenta una familia de nombre Calaf, probablemente castellana del castillo.
En 1318 el castillo de Calaf quedó vinculado al vizcondado y, a partir de 1375 en el condado de Cardona. Según el censo del 1359 Calaf contaba 63 fuegos y figuraba dentro de la veguería de Cervera. La casa de Cardona era señora de la villa de Calaf.
En 1462 en la guerra de la Generalidad contra Juan II ee menciona el castillo como «muy fuerte y defensivo». En 1602, hay mención de «la capilla del Castillo», en visitas anteriores al 1630, a menudo se habla de la iglesia de San Pedro del Castillo. En el año 1781, el castillo acabó en ruinas hasta llegar a hoy en día que se han aplicado diversos trabajos de recuperación.

## Arquitectura
Es una fortificación de planta poligonal con cinco lados de longitudes ligeramente diferentes y anchura y longitud de 28 m. Los muros tienen un grosor de 270 a 300 cm. Actualmente se conserva en una altura variable, en algunos tramos de muro supera los 10 m. En el ángulo nordeste hubo una planta circular, ahora totalmente derrumbada. Las paredes perimetrales están hechas con sillares grandes (30 x 35 cm), bien escuadrados y colocados en soga. La puerta está situada en la parte meridional que da a la población.